# Денисон (Канзас)
Денисон (енгл. Denison) град је у америчкој савезној држави Канзас.

## Демографија
По попису из 2010. године број становника је 187, што је 44 (-19,0%) становника мање него 2000. године.
| Група             | 2000.       | 2010.       |
| Белци             | 217 (93,9%) | 178 (95,2%) |
| Афроамериканци    | 3 (1,3%)    | 0 (0,0%)    |
| Азијати           | 0 (0,0%)    | 0 (0,0%)    |
| Хиспаноамериканци | 4 (1,7%)    | 2 (1,1%)    |
| Укупно            | 231         | 187         |